# كولم كالان
كولم كالان (بالإنجليزية: Colm Callan)‏ هو لاعب اتحاد الرغبي أيرلندي، ولد في 6 يناير 1923، وتوفي في 30 مايو 2010 بسبب مرض.

## روابط خارجية
- كولم كالان عل موقع إسبنسكروم (الإنجليزية)